# 왕립 아일랜드 경찰대 특수예비군

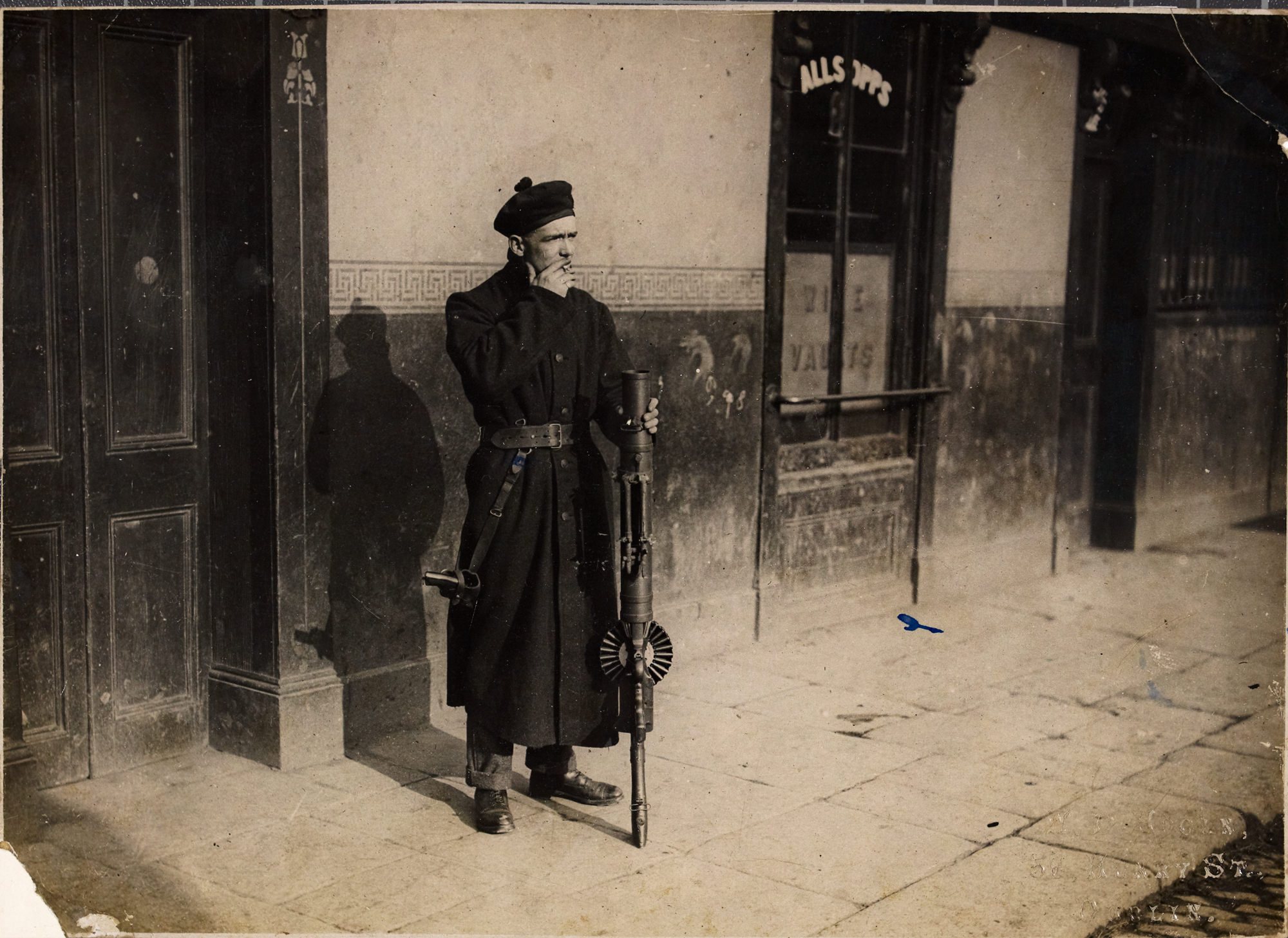
1921년 2월 더블린의 흑갈부대원. 루이스 경기관총으로 무장했다.

왕립 아일랜드 경찰대 특수예비군(영어: Royal Irish Constabulary Special Reserve; RICSR)은 아일랜드 독립전쟁 중 왕립 아일랜드 경찰대(RIC)를 보조할 목적으로 모집된 전투경찰 부대다. 흔히 흑갈부대(아일랜드어: Dúchrónaigh 둔크로나, 영어: Black and Tans 블랙 앤 탠스[*])라고 불렸다. 이 부대는 당시 영국 전쟁국무장관 윈스턴 처칠의 발상으로 만든 것이다. 부대원 모집은 1919년 말부터 그레이트브리튼섬에서 이루어졌다. 수천 명이 정부의 부름에 응답했으며, 그 중 대부분이 제1차 세계대전 참전 경험자였다. 대부분은 이렇게 브리튼섬에서 모집되었지만 아일랜드섬에서도 소수가 모집되었다. 그들의 임무는 RIC를 도와 아일랜드 공화국의 "군대" 아일랜드 공화국군(IRA)와 싸우는 것이었다. "흑갈부대"라는 별명은 영국 군복의 카키색과 영국 경찰복의 검은색이 섞인 제복을 입었기 때문에 붙은 것이다. 이들은 아일랜드 민간인들도 닥치는 대로 공격해서 악명을 얻었다.
왕립 아일랜드 경찰대 특수예비군은 RIC 산하 대분란전 부대인 왕립 아일랜드 경찰대 보조사단(ADRIC)와 종종 혼동된다. ADRIC는 전직 장교들을 모아 만든 것이고, RICSR은 예비역 병사들이 모집 대상이었다. 그러나 흑갈부대, 블랙 앤 탠스라는 멸칭은 이 두 집단을 모두 가리키는 것으로 사용되기도 한다.